# 구상도

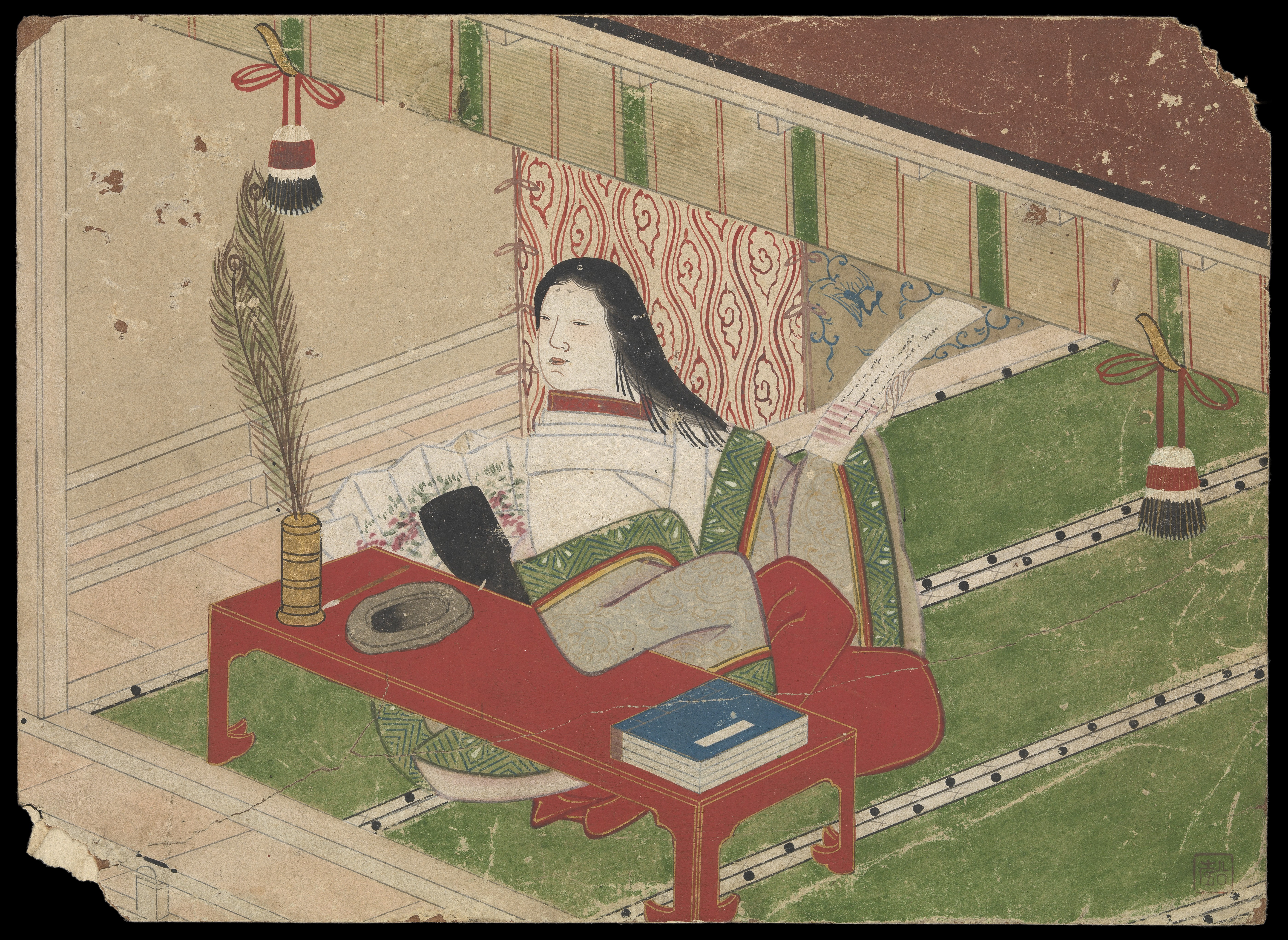
이 사진부터 아래로 이어짐. 카노파의 하나부사 잇쵸의 작품으로 꼽히는 구상도. 오노노 코마치의 구상도이다.

구상도(일본어: 九相図/九想図 くそうず[*])는 야외에 놓여진 시신이 썩어가는 경과를 9단계로 나누어 그린 불교회화이다.
이름 그대로 시체의 변천을 아홉 장면으로 나누어 그리는 것으로, 사후 얼마 되지 않아 점차 썩어가 피와 살로 변해 짐승과 새에게 잡아먹히고, 아홉번째로는 뿔뿔이 흩어진 백골 내지 매장된 모습이 그려진다. 아홉개의 그림 앞에 생전의 모습을 더해 열 장면을 그리는 것도 있다. 구상도의 장면은 작품마다 다르며, 구상관을 설파하고 있는 경전에서도 일정하지 않다.

## 개설
『대지도론』, 『마가지관』 등에서는 다음과 같다.
1. 창상 (脹相) - 시신이 부패에 의한 가스의 발생으로 내부에서 팽창하다.
2. 괴상 (壊相) - 시신이 썩어 짓무르기 시작하며, 피부가 찢어져 부서지기 시작하다.
3. 혈도상 (血塗相) - 시신 부패로 인한 손괴가 더욱 진행되, 용해된 지방, 혈액, 체액이 몸 밖으로 배어 나온다.
4. 농란상 (膿爛相) - 시신 자체가 부패에 의해 용해되다.
5. 청어상 (青瘀相) - 시신이 검푸른 색이 되다.
6. 담상 (噉相) - 시신이 벌레가 들끓어 새를 비롯한 짐승에게 먹힌다.
7. 산상 (散相) - 이상의 결과로, 시신의 부위가 흩어진다.
8. 골상 (骨相) - 피와 근육, 피지가 없어지고 뼈만 남게 된다.
9. 소상 (焼相) - 뼈가 타서 재만 남게 된다.

시신의 변모상을 보고 관상을 하는 것을 구상관(九相観)이라고 하는데, 이는 수행승의 깨달음에 방해가 되는 번뇌를 털어내고, 이승의 육체를 부정한 것ㆍ무상한 것으로 알기 위한 수행이다. 구상관을 설파하는 경전은 나라 시대에는 일본에 전해진 것으로 보이며, 이들 그림은 가마쿠라 시대부터 에도 시대에 걸쳐 제작되었다. 대륙에서도 신장위구르자치구와 아프가니스탄에서 사시관상도상이 발견되고 있으며, 중국에서도 당과 남송 때 사시관상의 전통을 볼 수 있으며, 당대에는 구상도 벽화의 존재를 시사하는 한시도 있다.

## 현존하는 구상도
※단, 열람ㆍ관람 가능 시기가 한정되는 것이 많다.
- 『오노노 코마치 구상도』 - 교토시 안라쿠지
- 『단린 황후 구상도』 - 교토시 사이후쿠지
- 『구상시회권 (오노노 코마치 구상도)』 - 교토시 후다라쿠지
- 로쿠도에 『인도불쟁상도』 - 시가현 쇼쥬라이코지
- 『구상시회권』 - 큐슈국립박물관 소장 (원래 카나가와현 개인 소장), 가마쿠라 시대
- 『구상시회권』 - 큐슈국립박물관 소장 (분키 원년 (1501년))
- 『구상도』 - 카와나베 쿄사이 필. 카와나베 쿄사이 기념 미술관 소장
- 『구상도』 - 교토시 후시미구 정토진종본원사파 사이간지, 에도 시대 후기